# Monumentul Wikipediei din Słubice
Monumentul Wikipediei din Słubice este primul monument din lume dedicat enciclopediei on-line Wikipedia, inaugurat la 22 octombrie 2014, în Frankfurt Square din orașul polonez Słubice, în apropiere de frontiera cu Germania.

## Descriere
Monumentul, avînd înălțimea de 1,7 metri, reprezintă patru persoane (doi bărbați și două femei), stând pe teancuri de cărți și ridicând în aer un puzzle în formă de glob - logotipul Wikipedia. Sculptura e construită din material laminat, având nuanțe metalice. Ea se înalță pe un postament dreptunghiular. Inițiativa îi aparține lui Krzysztof Wojciechowski (2010), director al Collegium Polonicum din Słubice. Sculptura a fost creată de către Mihran Hakobyan, sculptor armean în vârstă de 30 de ani, licențiat la Słubice. Finanțarea monumentului, de 11800 euro, a fost suportată de autoritățile orașului. 
Obiectivul acestui monument este de a evidenția rolul cooperării internaționale, al conlucrării tuturor persoanelor care își unesc eforturile în mod dezinteresat pentru binele celorlalți, pentru a promova cultura și cunoașterea. În scurt timp, sculptura a devenit un simbol al orașului, ce semnifică aspirația locuitorilor din Słubice ca acest oraș mic să devină un centru academic de referință, un oraș al tinereții, atractiv pentru turiști. 

## Galerie

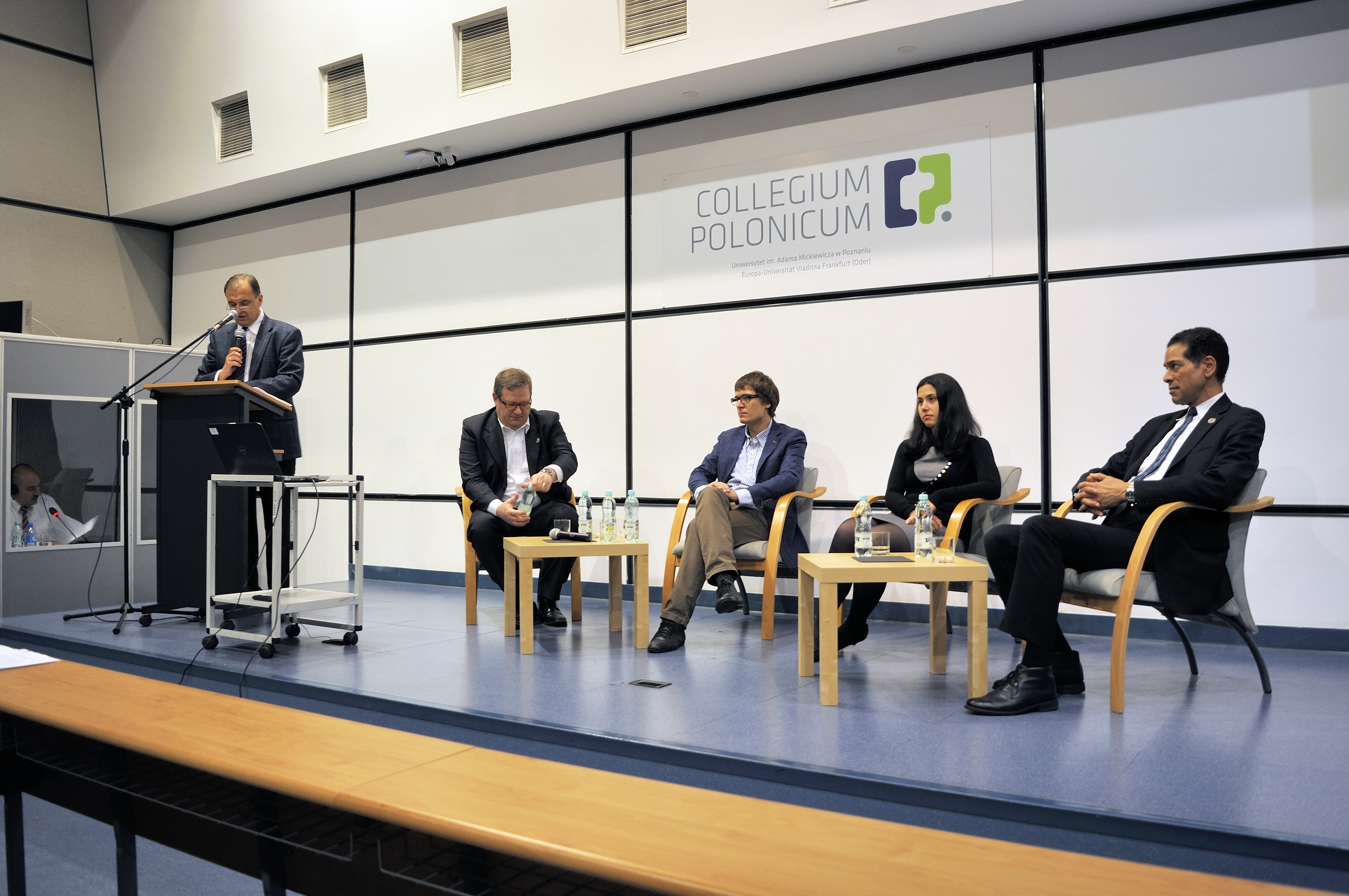
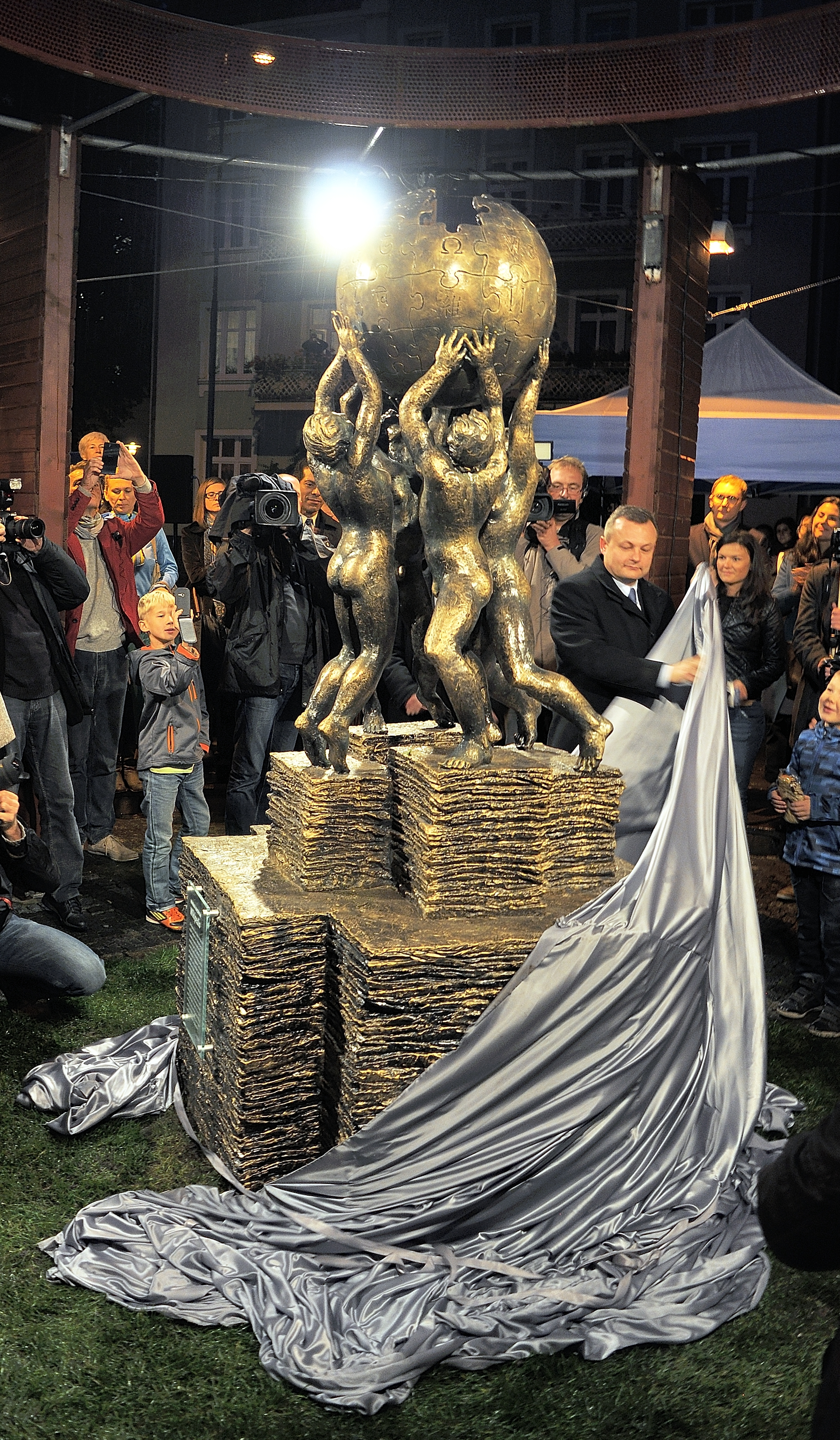
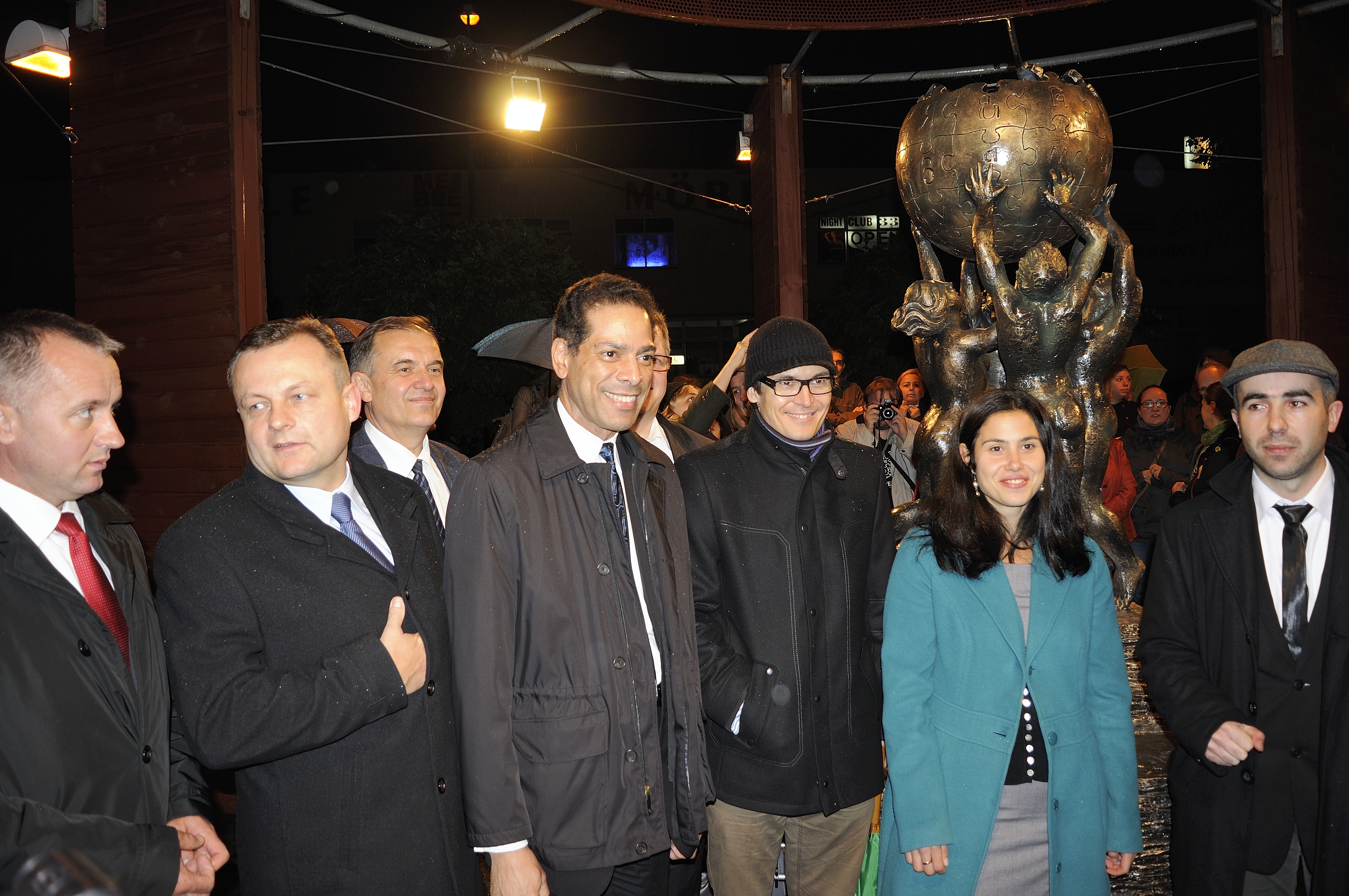
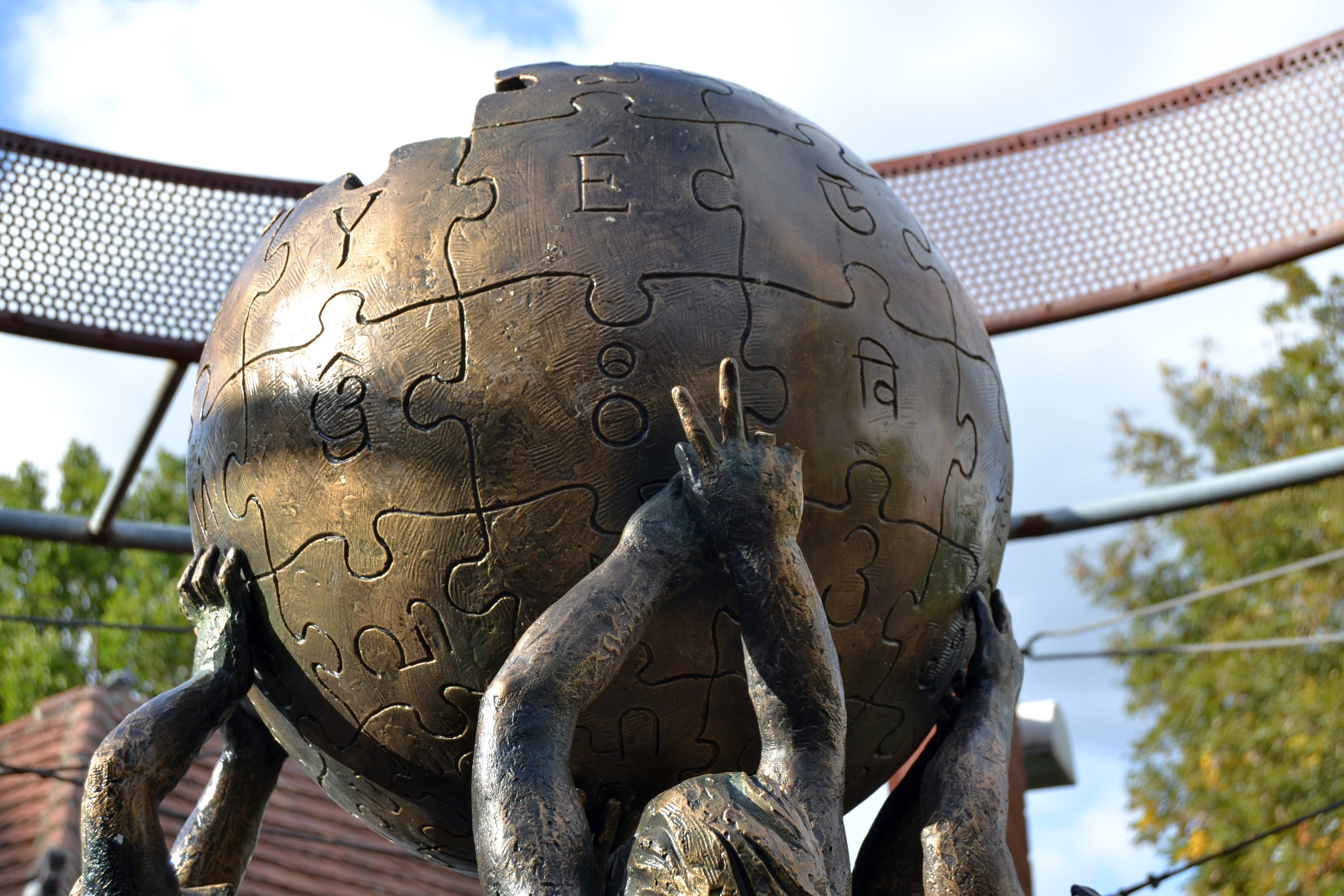
Distrugere vizibilă pe degetele monumentului, condiție septembrie 2019
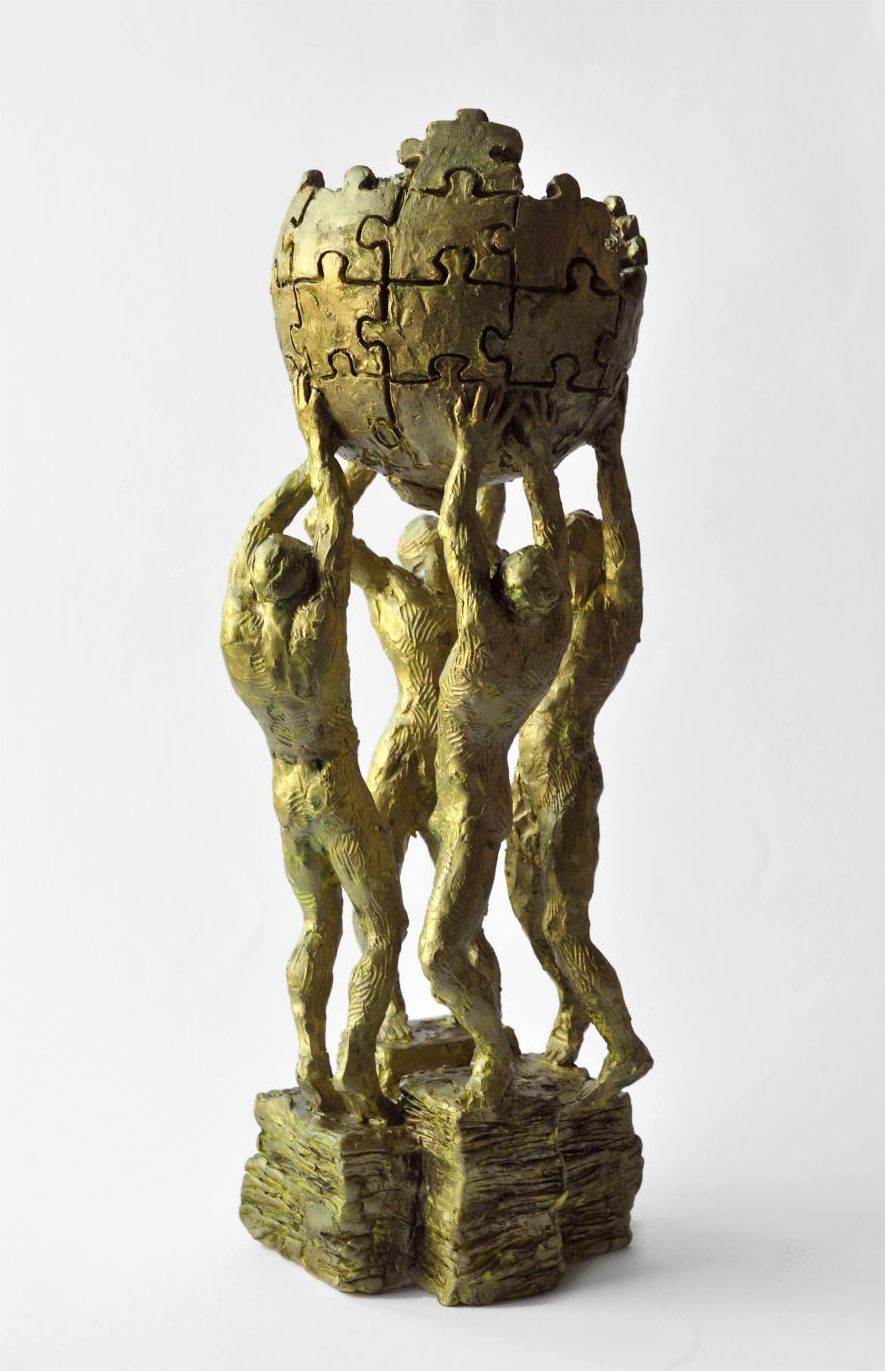